# سفارة إيطاليا في المغرب
سفارة إيطاليا في المغرب هي أرفع تمثيل دبلوماسي لدولة إيطاليا لدى المغرب. تقع السفارة في الرباط وهي تهدف لتعزيز المصالح الإيطالية في المغرب.

## وصلات خارجية
- الموقع الرسمي
- قائمة سفارات إيطاليا
- قائمة السفارات في المغرب